# Список експериментів
У цій статті наведено список історично відомих наукових експериментів і спостережень, що демонструють великий науковий інтерес.

## Астрономія
- Ератосфен розрахував окружність Землі, вимірявши відстань між Олександрією і місцем, де Сонце перебуває прямо над землею у полудень (240 рік до н. е.).
- Галілео Галілей використав телескоп для спостереження за супутниками Юпітера. Це було одним з доказів на підтримку геліоцентричної моделі і послаблювало геоцентричну модель космосу (1609).
- Оле Ремер робить першу кількісну оцінку швидкості світла[en] в 1676 році шляхом спостереження за часом руху супутника Юпітера Іо за допомогою телескопа.
- Арно Пензіас і Роберт Вільсон реєструють космічне мікрохвильове реліктове випромінення, що стало аргументом для підтримки теорії Великого вибуху (1964).
- Проект з космології супернова і Команда з пошуку наднових з високим Z, спостерігаючи за надновими типу Іа, відкрили, що розширення всесвіту відбувається з прискоренням (1998).

## Хімія
- Блез Паскаль бере з собою барометр і підіймається на церковну вежу і гору, щоб визначити атмосферний тиск повітря на різній висоті (1648).
- Роберт Бойль використав повітряний насос, аби визначити зв'язок між тиском і об'ємом газу. Цей зв'язок став відомий як Закон Бойля — Маріотта (1660—1662).
- Джозеф Прістлі розмістив чан з водою над пивною діжкою в пивоварні й отримав газовану воду (1767).
- Антуан Лоран Лавуазьє встановив, що оксиген під час горіння сполучається з матеріалами, тим самим спростував теорію флогістона (1783).
- Антуан Лоран Лавуазьє визначив, що хімічні реакції в замкненому контейнері не змінюють загальної маси. Цим спостереженням він встановив закон збереження маси (1789).
- Гемфрі Деві використав електроліз і виділив елементи калій, натрій, кальцій, стронцій, барій, магній і хлор (1807—1810).
- Жозеф-Луї Гей-Люссак вивчав взаємодію між газами і визначив, що їхні об'єми хімічно поєднуються за законом простого цілого співвідношення (1809).
- Роберт Браун вивчає під мікроскопом дуже малі частки у воді і спостерігає броунівський рух, що згодом було названо на його честь (1827).
- Фрідріх Велер синтезував органічну сполуку сечовину, використовуючи неорганічні сполуки, чим спростував можливість застосування ідей віталізму до хімічних процесів (1828).

## Біологія
- Роберт Гук, використав мікроскоп для спостереження за клітинами (1665).
- Антоні ван Левенгук відкрив мікроорганізми (1674—1676).

## Геологія
- Чарльз Мейсон[en] проводить експеримент поблизу Шотландської гори Шихалліон[en], намагаючись уперше виміряти середню щільність Землі. Відомий як шихалліонський експеримент. (1774)

## Фізика
- Галілео Галілей виконує експерименти з кулями, аби спростувати теорію Арістотеля про рух (1602—1607).
- Отто фон Ґеріке демонструє атмосферний тиск за допомогою Магдебурзьких півкуль (1654).
- Роберт Бойль показує, що об'єм газу обернено пропорційно залежить від тиску, що діє на нього (1660).
- Бенджамін Франклін починаючи з 1747 року описує експерименти у листах до Пітера Коллінсона, що демонструють принципи електричного струму, які згодом були опубліковані у книжці під назвою Експерименти та спостереження за електрикою.
- Алессандро Вольта створює нове джерело електричної енергії, електричну батарею (1796).
- Генрі Кавендіш в експерименті з торсіонним маятником виміряв гравітаційну силу в лабораторних умовах (1798).
- Томас Юнг показує, що світло є хвилею у своєму інтерференційному експерименті (близько 1805 року), який було продовжено в XX столітті, для того, щоб показати, що воно одночасно є потоком частинок.
- Ганс Крістіан Ерстед відкрив взаємозв'язок між електрикою і магнетизмом за допомогою експериментів із компасом і електричними колами (1820).
- Майкл Фарадей відкрив явище електромагнітної індукції, проводячи експеримент із металевим стрижнем із м'якого заліза і двома обмотками дроту (1831).
- Джеймс Прескотт Джоуль продемонстрував механічний еквівалент теплоти, що було важливим кроком у розвитку термодинаміки (1834).
- Крістіан Доплер встановлює звукові гудки на потяг, що проїздить повз. Висота звучання, яку спостерігали на землі, була вищою, коли поїзд наближався і нижчою, коли поїзд їхав від спостерігача, що було демонстрацією Ефекта Доплера (1845).
- Леон Фуко вперше продемонстрував світу однойменний маятник Фуко. Він демонструє силу Коріоліса і обертання Землі (1851).
- Едвін Холл відкрив виникнення напруги в провіднику при розміщенні його в поперечному магнітному полі, що було названо ефектом Холла (1879).
- Експеримент Майкельсона — Морлі продемонстрував слабкість пануючого варіанту теорії люмінесцентного ефіру (1887).
- Генріх Герц продемонстрував електромагнітні хвилі у вільному просторі, що описані рівнянням Максвелла, за допомогою дипольної антени і іскрового осцилятора (1887).
- Гульєльмо Марконі продемонстрував, що радіосигнали можуть проходити між двома точками, між якими є перешкода. Служник Марконі перебував за пагорбом за три кілометри від нього і робив постріл із рушниці по команді, отриманій через радіосигнал (1895).
- Джозеф Джон Томсон проводить експеримент із катодно-променевою трубкою і відкриває електрон і те, що він має негативний заряд (1897).
- Лоранд Етвеш опублікував результат другої серії експериментів[en], в яких чітко продемонстрував, що інерційна і гравітаційна маси — це одне і те ж (1909).
- Експеримент з олійними краплями Роберта Міллікена, який запропонував версію про те, що електричний заряд є квантовим (цілі одиниці) (1909).
- Гейке Камерлінг-Оннес продемонстрував надпровідність (1911).
- Ернест Резерфорд у експерименті із золотою фольгою продемонстрував, що позитивний заряд і маса атома зосереджена у невеликому, центральному ядрі атома, чим спростував популярну тоді пудингову модель атома (1911).

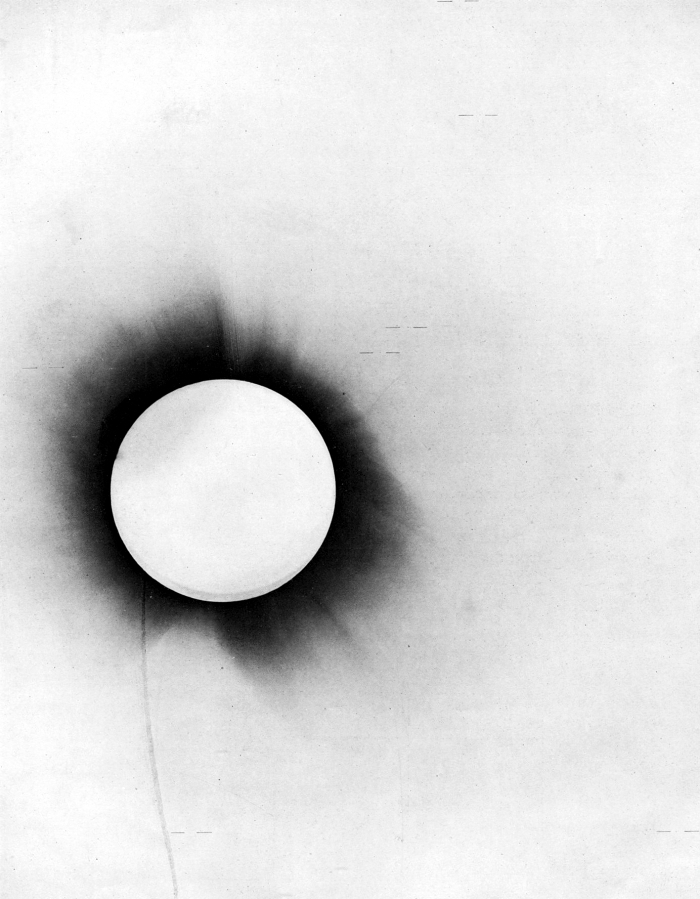
Знімок сонячного затемнення 1919 року, зроблений Артуром Еддінгтоном

- Артур Еддінгтон провів експедицію[1] на острів Принсіпі для спостереження за повним сонячним затемненням (з гравітаційною лінзою). Це дозволило спостерігати за згинанням світлових променів зірки під дією гравітації, що передувало майбутній теорії відносності Альберта Ейнштейна. Це було підтвердженням, хоча згодом показали, що похибка викривлення була настільки ж великою, як і саме згинання, яке спостерігалося (1919).
- Отто Штерн і Волтер Герлах[en] провели свій Дослід Штерна — Герлаха, який демонструє спін частинок (1920).
- Отто Штерн провів дослід з безпосереднього вимірювання швидкості теплового руху атомів (1920).
- Енріко Фермі і його команда в Римі здійснили ядерну реакцію (1934, хоча ці результати не були зрозумілі до 1938, поки Отто Ган і Фріц Страссман не відкрили поділ ядра).
- Енріко Фермі і Лео Сілард побудували перший критичний ядерний реактор (1942).
- Джон Бардін і Волтер Гаузер Браттейн виготовив перший робочій транзистор (1947).
- Ву Цзяньсюн очолює команду, яка спростувала збереження парності в фізиці елементарних частинок, виконавши дослід Ву (1956).
- Клайд Ковен і Фредерік Райнес за допомогою експерименту довели існування нейтрино (1955).
- Експеримент супутника Probe A[en] підтвердив гравітаційний ефект релятивістського уповільнення часу (1976).
- Ален Аспе провів Експеримент нерівності Белла[en] у 1980-х.
- Ерік Корнелл і Карл Віман в Колорадського університету у Боулдері синтезували конденсацію Бозе — Ейнштейна (1995).
- Генератор Кокрофта — Волтона.